# Rift Rivals в Берлине 2017
Берлинский турнир Rift Rivals 2017, именуемый как Rift Rivals 2017: NA vs. EU (Северная Америка против Европы) или Rift Rivals 2017 — Blue Rift, начался 5 июля 2017 года и закончился 8 июля 2017 года. Проводился компанией Riot Games по стандартным для профессиональных соревнований по League of Legends правилам на тринадцатом обновлении седьмого сезона (v7.13).
Это был второй по счёту турнир после Battle of the Atlantic 2013, в котором принимали участие команды исключительно из североамериканского и европейского дивизионов Championship Series. В берлинском этапе получили право участвовать команды, занявшие в своих лигах с первого по третье место по результатам плей-офф весеннего сплита 2017 года.
Североамериканский регион стал победителем турнира благодаря тому, что его представитель «Team SoloMid» обыграл в финальной серии европейскую команду «Unicorns of Love» со счётом 3:0. Призовой фонд берлинского этапа составил 75 тысяч долларов — представители победившего региона получили по 20 тысяч долларов, а проигравшего — по 5 тысяч долларов.

## Противостояние регионов
Противостояние европейского и североамериканского региона профессиональной сцены League of Legends уходит корнями к чемпионату мира первого сезона (2011), в финале которого встречались европейские «Fnatic» и «Against All Authority», а североамериканские коллективы «Epik Gamer» и «Team SoloMid» выбыли по результатам полуфиналов. На тот момент соперничество Европы и Северной Америки не было явным и приобрело форму принципиального противостояния лишь два года спустя, когда у болельщиков и игроков команд NA LCS появилось предубеждение, что их регион сильнее, ввиду того, что «Cloud9» были единственными претендентами на чемпионство в североамериканской лиге, а в EU LCS было несколько команд, сражающихся за 1-е место и поражение «Cloud9» в четвертьфинале чемпионата мира того года команде «Fnatic» вызвало насмешки со стороны европейских болельщиков. Назревшее соперничество легло в основу прошедшего в декабре 2013 года турнира Battle of the Atlantic, победу в котором одержал североамериканский регион.

## Формат и участники
Серия турниров Rift Rivals, включая её этап с участием команд из EU LCS и NA LCS, была анонсирована компанией Riot Games 23 мая 2017 года, некоторое время спустя после того, как стало известно, что на Intel Extreme Masters больше не будет проходить соревнований по MOBA. Тогда же было объявлено о том, что согласно результатам весеннего сплита, право на участие в берлинском турнире получили по три лучшие команды из каждого дивизиона LCS: «Cloud9», «Phoenix1», «Team SoloMid» из североамериканского и «Fnatic», «G2 Esports», «Unicorns of Love» из европейского.
| Регион       | Команда          | Главный тренер               | Основной состав |
| ------------ | ---------------- | ---------------------------- | --- |
| Европа       | Fnatic           | Дилан «Dylan» Фалько         | Пол «sOAZ» Бойер Мэдс «Broxah» Брок-Педерсен Расмус «Caps» Винтер Мартин «Rekkles» Ларссон Джесси «Jesiz» Ли                              |
| Европа       | G2 Esports       | Джоуи «YoungBuck» Стелтенпул | Ки «Expect» Дей-Хан Ким «Trick» Ганг-Юн Лука «PerkZ» Перкович Джеспер «Zven» Свеннингсен Альфонсо «Mithy» Родригез                        |
| Европа       | Unicorns of Love | Фабиан «Sheepy» Маллат       | Киз «Vizicsacsi» Тамас Андрей «Xerxe» Драгомир Фабиан «Exileh» Шуберт Самуэль «Samux» Фернандес Здравец «Hylissang» Галабов               |
| Сев. Америка | Cloud9           | Бок «Reapered» Хангю         | Чжон «Impact» Е-Ён Джеон «Ray» Джи-Вон Хуан Артуро «Contractz» Гарсия Николай «Jensen» Дженсен Закари «Sneaky» Скудери Энди «Smoothie» Та |
| Сев. Америка | Phoenix1         | Ким «Fly» Сан-Чул            | Дэрек «zig» Шао Майкл «MikeYeung» Юнг Ю «Ryu» Сан-Ук Но «Arrow» Дон Хен Алекс «Xpecial» Чу                                                |
| Сев. Америка | Team SoloMid     | Парт «Parth» Найду           | Кевин «Hauntzer» Ярнелл Деннис «Svenskeren» Йонсен Сорен «Bjergsen» Бьерг Ильян «Doublelift» Пэн Винсент «Biofrost» Ван                   |

Изначально в рамках Rift Rivals NA vs. EU планировалось провести один круг из девяти матчей между командами из разных регионов и финал, состоящий из серии до трёх побед с участием нескольких команд, распределённых по играм на основании их результатов в групповом этапе. В итоге организатором было принято решение расширить групповой этап до двух кругов матчей, по результатам которых в финал пройдут по одной команде из каждого региона, и между ними состоится серия матчей до трёх побед.

## Групповой этап
| Позиция | Команда      | Побед | Поражений |
| ------- | ------------ | ----- | --------- |
| 1       | Team SoloMid | 5     | 1         |
| 2       | Phoenix1     | 4     | 2         |
| 3       | Cloud9       | 3     | 3         |

| Позиция | Команда          | Побед | Поражений |
| ------- | ---------------- | ----- | --------- |
| 1       | Unicorns of Love | 3     | 3         |
| 2       | Fnatic           | 2     | 4         |
| 3       | G2 Esports       | 1     | 5         |

## Финал

### Игра 1
«Team SoloMid» одержали победу в первой игре серии за 30 минут, через 7 минут после получения ими командного бафа Барона Нашора. Сорен «Bjergsen» Бьерг заработал показатель KDA 10/1/11 (убийств/смертей/содействий в убийствах), совершив самую длинную серию убийств в игре, и нанес урона по вражеским чемпионам в три раза больше, чем его оппонент по линии.
| Unicorns of Love | 4 : 24 45 тыс. : 65,9 тыс. отчёт | Team SoloMid |

|                                | Киз «Vizicsacsi» Тамас      | 1/5/0 | Грагас |
| 5' (помощь с первым убийством) | Андрей «Xerxe» Драгомир     | 0/4/3 | Иверн  |
| 5' (первое убийство)           | Фабиан «Exileh» Шуберт      | 1/5/0 | Райз   |
|                                | Самуэль «Samux» Фернандес   | 1/5/0 | Шая    |
|                                | Здравец «Hylissang» Галабов | 1/5/0 | Рэйкан |

| Гнар    | 3/2/5   | Кевин «Hauntzer» Ярнелл    |                        |
| Казикс  | 6/0/9   | Деннис «Svenskeren» Йонсен | 11' (тройное убийство) |
| Ле Блан | 10/1/11 | Сорен «Bjergsen» Бьерг     | (серия из 10 убийств)  |
| Эш      | 4/1/14  | Ильян «Doublelift» Пэн     |                        |
| Браум   | 1/0/20  | Винсент «Biofrost» Ван     |                        |

|                                | Киз «Vizicsacsi» Тамас      | 1/5/0 | Грагас |
| 5' (помощь с первым убийством) | Андрей «Xerxe» Драгомир     | 0/4/3 | Иверн  |
| 5' (первое убийство)           | Фабиан «Exileh» Шуберт      | 1/5/0 | Райз   |
|                                | Самуэль «Samux» Фернандес   | 1/5/0 | Шая    |
|                                | Здравец «Hylissang» Галабов | 1/5/0 | Рэйкан |

| Гнар    | 3/2/5   | Кевин «Hauntzer» Ярнелл    |                        |
| Казикс  | 6/0/9   | Деннис «Svenskeren» Йонсен | 11' (тройное убийство) |
| Ле Блан | 10/1/11 | Сорен «Bjergsen» Бьерг     | (серия из 10 убийств)  |
| Эш      | 4/1/14  | Ильян «Doublelift» Пэн     |                        |
| Браум   | 1/0/20  | Винсент «Biofrost» Ван     |                        |

Длительность игры: 30:46

### Игра 2
На 4-й минуте второй игры четыре игрока «Team SoloMid» нырнули под вражескую башню и заработали два убийства, в результате чего получили преимущество, нараставшее затем с ходом игры как снежный ком. После 20-й минуты «Unicorns of Love» выиграли командное сражение 4:1, получив шанс вернуться в игру, но игрок «Team SoloMid» Деннис «Svenskeren» Йонсен украл у них Барона Нашора для своей команды, после чего североамериканская команда без проблем разрушила базу «Unicorns of Love».
| Unicorns of Love | 6 : 17 45,4 тыс. : 59,6 тыс. отчёт | Team SoloMid |

|                                            | Киз «Vizicsacsi» Тамас      | 0/3/4 | Гнар      |
|                                            | Андрей «Xerxe» Драгомир     | 1/3/3 | Казикс    |
| 21' (двойное убийство, серия из 5 убийств) | Фабиан «Exileh» Шуберт      | 5/3/0 | Корки     |
|                                            | Самуэль «Samux» Фернандес   | 0/3/3 | Джин      |
|                                            | Здравец «Hylissang» Галабов | 0/5/3 | Таам Кенч |

| Грагас  | 5/1/6  | Кевин «Hauntzer» Ярнелл    | 4' (первое убийство)           |
| Ли Син  | 4/1/12 | Деннис «Svenskeren» Йонсен | 4' (помощь с первым убийством) |
| Орианна | 5/2/8  | Сорен «Bjergsen» Бьерг     |                                |
| Эш      | 3/1/11 | Ильян «Doublelift» Пэн     | 4' (помощь с первым убийством) |
| Треш    | 0/1/12 | Винсент «Biofrost» Ван     | 4' (помощь с первым убийством) |

|                                            | Киз «Vizicsacsi» Тамас      | 0/3/4 | Гнар      |
|                                            | Андрей «Xerxe» Драгомир     | 1/3/3 | Казикс    |
| 21' (двойное убийство, серия из 5 убийств) | Фабиан «Exileh» Шуберт      | 5/3/0 | Корки     |
|                                            | Самуэль «Samux» Фернандес   | 0/3/3 | Джин      |
|                                            | Здравец «Hylissang» Галабов | 0/5/3 | Таам Кенч |

| Грагас  | 5/1/6  | Кевин «Hauntzer» Ярнелл    | 4' (первое убийство)           |
| Ли Син  | 4/1/12 | Деннис «Svenskeren» Йонсен | 4' (помощь с первым убийством) |
| Орианна | 5/2/8  | Сорен «Bjergsen» Бьерг     |                                |
| Эш      | 3/1/11 | Ильян «Doublelift» Пэн     | 4' (помощь с первым убийством) |
| Треш    | 0/1/12 | Винсент «Biofrost» Ван     | 4' (помощь с первым убийством) |

Длительность игры: 29:33

### Игра 3
В 3-й игре «Team SoloMid» удалось избавиться от дефицита золота образовавшегося после того, как на 3 минуте игрок «Unicorns of Love» Здравец «Hylissang» Галабов поделил со своим союзником Самуэлем «Samux» Фернандесом награду за первое совершённое убийство в игре, но к 20-й минуте минуте UoL вновь стали вести в золоте. «Team SoloMid» одержали победу в игре за счёт двух выигранных командных сражений и дважды полученного усиления Нашора.
| Unicorns of Love | 16 : 20 59,5 тыс. : 71,4 тыс. отчёт | Team SoloMid |

|                                                        | Киз «Vizicsacsi» Тамас      | 1/3/8  | Гнар    |
|                                                        | Андрей «Xerxe» Драгомир     | 1/3/6  | Варвик  |
|                                                        | Фабиан «Exileh» Шуберт      | 3/4/4  | Ле Блан |
| 3' (помощь с первым убийством), 28' (двойное убийство) | Самуэль «Samux» Фернандес   | 10/4/4 | Шая     |
| 3' (первое убийство)                                   | Здравец «Hylissang» Галабов | 1/6/11 | Рэйкан  |

| Грагас   | 2/2/14 | Кевин «Hauntzer» Ярнелл    |                      |
| Казикс   | 4/2/10 | Деннис «Svenskeren» Йонсен |                      |
| Кассадин | 3/3/8  | Сорен «Bjergsen» Бьерг     |                      |
| Эш       | 10/4/9 | Ильян «Doublelift» Пэн     | (серия из 7 убийств) |
| Треш     | 1/5/15 | Винсент «Biofrost» Ван     |                      |

|                                                        | Киз «Vizicsacsi» Тамас      | 1/3/8  | Гнар    |
|                                                        | Андрей «Xerxe» Драгомир     | 1/3/6  | Варвик  |
|                                                        | Фабиан «Exileh» Шуберт      | 3/4/4  | Ле Блан |
| 3' (помощь с первым убийством), 28' (двойное убийство) | Самуэль «Samux» Фернандес   | 10/4/4 | Шая     |
| 3' (первое убийство)                                   | Здравец «Hylissang» Галабов | 1/6/11 | Рэйкан  |

| Грагас   | 2/2/14 | Кевин «Hauntzer» Ярнелл    |                      |
| Казикс   | 4/2/10 | Деннис «Svenskeren» Йонсен |                      |
| Кассадин | 3/3/8  | Сорен «Bjergsen» Бьерг     |                      |
| Эш       | 10/4/9 | Ильян «Doublelift» Пэн     | (серия из 7 убийств) |
| Треш     | 1/5/15 | Винсент «Biofrost» Ван     |                      |

Длительность игры: 36:14

## Итоговое положение
| Позиция | Лига   | Команды          | Призовые |
| ------- | ------ | ---------------- | -------- |
| 1       | NA LCS | Team SoloMid     | $ 20,000 |
| 1       | NA LCS | Phoenix1         | $ 20,000 |
| 1       | NA LCS | Cloud9           | $ 20,000 |
| 2       | EU LCS | Unicorns of Love | $ 5,000  |
| 2       | EU LCS | Fnatic           | $ 5,000  |
| 2       | EU LCS | G2 Esports       | $ 5,000  |